# Itaperuna
Itaperuna est une municipalité brésilienne de l'État de Rio de Janeiro et la Microrégion d'Itaperuna.